# Кибинська сільська рада
Кибинська сільська рада — колишній орган місцевого самоврядування у Миргородському районі Полтавської області з центром у c. Кибинці.

## Населені пункти
Сільраді були підпорядковані населені пункти:
- c. Кибинці
- с. Бієве